# أندرو تراوب
أندرو تراوب (بالإنجليزية: Andrew Traub)‏ هو لاعب كرة قدم بريطاني في مركز الدفاع، ولد في 6 ديسمبر 1988 في دنفيرملين في المملكة المتحدة. لعب مع نادي سلتيك ونادي كاودينبيث ونادي كلايد.

## وصلات خارجية
- أندرو تراوب على موقع Soccerbase.com (لاعب) (الإنجليزية)